# The Staves
The Staves es un grupo de folk acústico del Reino Unido, formado por las tres hermanas Emily, Jessica y Camilla Staveley-Taylor, provenientes de Watford, Hertfordshire. Su tarjeta de presentación es su habilidad de armonizar (o su capacidad de cantar al perfecto unísono) y su gran capacidad de sobreponer esta particular combinación de voces a su habilidad para tocar la guitarra.

## Trayectoria
Empezaron su carrera en «micros abiertos» en su pub local, «The Horns» con el nombre de «The Staveley-Taylors’ escribiendo sus apellidos en una pizarra en el pub. Una noche, un amigo las bautizó como The Staves, y les gustó.
El grupo apareció en el álbum de Tom Jones, Praise and Blame, el cual salió al mercado en julio de 2010, así como en numerosos escenarios a lo largo del globo y en programas de late-night americanos e ingleses.
Su álbum debut, Dead & Born & Grown, salió a la luz en noviembre de 2012 producido por Glyn Johns y Ethan Johns. Este primer álbum del trío fue bien recibido por la crítica. Así, llegaron a poder dar una gran gira por Estados Unidos y Europa con más de 50 shows confirmados, agotando las entradas en la mayoría de sus fechas. La banda apoyó a Bon Iver en su gira de mayo y junio de 2012 por Estados Unidos y Canadá. 
El segundo álbum, If I Was , fue lanzado el 23 de marzo de 2015 en Atlantic Records en el Reino Unido/UE y el 31 de marzo en Nonesuch Records en los EE. UU.; El disco fue producido por Justin Vernon de Bon Iver. Staves se unieron a la formación en vivo de Bon Iver para la gira de este último por Asia a finales de febrero y principios de marzo de 2016. El 24 de noviembre de 2017, The Staves lanzó The Way is Read , un álbum creado en conjunto con el conjunto de música de cámara con sede en Nueva York yMusic . 
En enero de 2020, The Staves anunciaron que Emily Staveley-Taylor no participaría en la gira tras el nacimiento de su hija. El 5 de febrero de 2021 se lanzó su tercer álbum de estudio, Good Woman, a través de Atlantic Records UK y Nonesuch Records . En noviembre de 2023 anunciaron su quinto LP, All Now, que se convirtió en el primero como dúo, después de la partida de Emily Staveley-Taylor. 

### Vida privada
Las hermanas aprendieron a tocar la guitarra con su padre mientras crecían en Watford.  Cuando eran niñas, aspiraban a crear juntas un programa de televisión de comedia. A mediados de 2018, falleció la madre de las hermanas, Jean, una exprofesora que las había animado a seguir su sueño de hacer música. En 2019, Emily se convirtió en madre de una hija llamada Margo. 

## Discografía

### LP
- Dead & Born & Grown (12 de noviembre de 2012)
- If I Was (2 de febrero de 2015)
- The way is read (2017)
- Good Woman (2021)
- All Now (2024)

### Directos
- Live at Cecil Sharp House (7 de octubre de 2011)
- Dead & Born & Grown & Live (16 de julio de 2013)

### EP
- Facing West EP (2010) Daddy Max Records
- Mexico EP (2 de diciembre de 2011) Atlantic
- The Motherlode EP (13 de abril de 2012)
- Blood I Bled EP (28 de octubre de 2014)
- Steady (2014)
- Pine Holow (Live) (2018)
- Be Kind (2022)
- I'll never live you alone (2024)